# 331-я стрелковая дивизия
331-я стрелковая Пролетарская Брянско-Смоленская дважды Краснознамённая ордена Суворова дивизия — соединение сухопутных войск Вооружённых Сил СССР в период Великой Отечественной войны. Участвовала в Московской битве, Ржевско-Сычёвской, Ржевско-Вяземской (1943 года), Смоленской, Белорусской, Гумбинненской, Восточно-Прусской и Пражской наступательных операциях.

## История
Сформирована в августе-ноябре 1941 года в городе Мичуринск Тамбовской области в основном из рабочих Брянской области как 331-я стрелковая Брянская Пролетарская дивизия.

Совершенно секретно.
Государственный Комитет Обороны
Постановление № ГКО-534сс от 20.08.41. 
Москва, Кремль.
Идя навстречу предложениям местных партийных и советских организаций Государственный Комитет Обороны постановляет:
1. 332 с. д. комплектовать лучшими людьми г. Иваново и области, рабочими ткачами и лучшими колхозниками. Дивизию именовать "332 Ивановская имени М. Фрунзе с. д.".
2. 331 с. д. укомплектовать рабочими Брянска и других городов и районов Орловской обл., передовыми людьми колхозов. Дивизию именовать "331 Брянская Пролетарская с. д.". Укомплектовать эти дивизии лучшими кадрами командного и политического состава, вооружить и обеспечить всеми видами имущества в первую очередь и полностью.
Председатель Государственного Комитета Обороны И. Сталин.
— РГАСПИ, фонд 644, опись 1, д.7, л.138
По инициативе Брянского обкома и горкома партии, обратившихся к Сталину с просьбой сформировать соединение из брянских рабочих, приказом № 0319 Народного Комиссара Обороны от 20 августа 1941 года  с 27 августа 1941 года в Мичуринске  начала формироваться 331 Пролетарская Брянская стрелковая дивизия. 
С приближением фронта была передислоцирована в Тамбовскую область в г. Мичуринск в сентябре 1941 года, где и продолжила формирование и сколачивание подразделений. Номер получила после выхода Директивы ГШКА № орг/2/539994 от 11.08.41 для Орловского военного округа.
Дивизия формировалась на основе резерва начальствующего состава Орловского военного округа и Западного фронта, приписного состава Орловского военного округа. При формировании 331-я стрелковая дивизия состояла в  основном из уроженцев Орловской области, а также Курской и Воронежской областей.  Дивизия была сформирована к 15 сентября 1941 года.

### Боевой путь
1 декабря 1941 года дивизия включена в состав 20-й армии Западного фронта и вступила в бой со врагом в ходе Клинско-Солнечногорской оборонительной операции. В тяжёлых условиях, когда вражеские войска рвались к Москве и до столицы по Рогачевскому шоссе оставалось не более 30 км, части дивизии во взаимодействии с 28-й сбр нанесли удар по 1-й танковой и 23-й пехотной дивизиям противника, имевшим наибольшее продвижение на этом направлении, и под Лобней заставили их перейти к обороне.
Участвуя с 5-го декабря в контрнаступлении войск Западного фронта под Москвой, дивизия освободила 115 нас. п., в т. ч. совместно с другими соединениями армии – города Красная Поляна (8 декабря) и Волоколамск (20 декабря).
В январе-феврале 1942 года дивизия ведёт наступательные бои юго-западнее г. Шаховская, в марте-июне в составе 5-й, затем снова 20-й армий наступает на гжатском направлении.
4 августа 1942 года дивизия, участвуя в Ржевско-Сычевской наступательной операции, прорвала оборону врага юго-восточнее г. Погорелое Городище, в ночь на 11 августа форсировала реку Вазуза в районе Попсуево (13 км северо-восточнее Сычёвки), захватила плацдарм на её левом берегу и в течение 7 месяцев вела бои за его удержание.
В марте 1943 года дивизия принимает участие в Ржевско-Вяземской наступательной операции, в ходе которой был ликвидирован наиболее близко расположенный к Москве плацдарм немецко-фашистских войск, затем была передана в состав войск 31-й армии Западного, с 24 апреля 1944 года 3-го Белорусского фронта, в которой ведёт боевые действия до конца войны.
19 июня 1943 года за образцовое выполнение заданий командования и проявленные при этом личным составом доблесть и мужество дивизия награждена орденом Красного Знамени.
В Смоленской операции дивизия наступает в направлении Ярцево, Смоленск, форсирует реку Днепр и во взаимодействии с другими соединениями 31-й и 5-й армий 25 сентября освобождает Смоленск.
25 сентября 1943 года за отличие в боях при освобождении Смоленска, удостоена почётного наименования «Смоленской».
20 октября 1943 года дивизия в ходе наступления встретила организованное сопротивление противника в районе населённого пункта Старая Тухиня, завязывает бои.
Осенью-зимой 1943 года дивизия участвует в ряде частных наступательных операций на оршанском направлении.
Особенно успешно дивизия действует в Белорусской операции летом 1944 года.
2 июля 1944 года за высокое боевое мастерство личного состава при прорыве глубоко эшелонированной обороны противника на оршанском направлении и освобождении г. Орша 27 июня 1944 года дивизия награждена орденом Суворова 2-й степени. 
Продолжая наступление, части дивизии с ходу форсировали реку Березина и во взаимодействии с другими соединениями фронта 1 июля штурмом овладели г. Борисов.
В ходе дальнейшего наступления дивизия 3 июля способствует освобождению столицы Белоруссии – г. Минск, за что 23 июля 1944 года была награждена вторым орденом Красного Знамени.
Преследуя отступающего противника, дивизия 16 июля с ходу форсировала реку Неман в районе Привалки (25 км севернее Гродно) и до 9 августа ведёт наступательные бои на сувалкинском направлении, а затем выводится в резерв фронта.
В октябре 1944 года дивизия участвует в прорыве оборонительных рубежей противника на подступах к Восточной Пруссии; 18 октября вступила на её территорию в районе северо-западнее озера Шельмент и к концу наступления вышла в район восточнее г. Гольдап, где ведёт оборонительные бои и удерживает занимаемые рубежи до января 1945 года.
Отважно и умело действует личный состав дивизии в Восточно-Прусской наступательной операции. Прорвав сильно укреплённую оборону противника в районе Мазурских озёр и Хейльсбергский укреплённый район, дивизия во взаимодействии с другими соединениями армии овладела городами Хейльсберг (Лидзбарк-Варминьски) – 31 января, Ландсберг (Гурово-Илавецке) – 2-го февраля, Хайлигенбайль (Мамоново) – 26 марта, вышла к заливу Фришес Хафф (Вислинский залив).
В апреле 1945 года дивизия в составе армии передаётся в 1-й Украинский фронт и принимает участие в Пражской наступательной операции.
Боевые действия в Великой Отечественной войне дивизия закончила на территории Чехословакии 
Расформирована в 1945 году

## Командование

### Командиры
- Король, Фёдор Петрович (27.08.1941 - 13.02.1942), генерал-майор;
- Куталев, Гавриил Антонович (14.02.1942 - 7.03.1942), полковник;
- Клец, Александр Емельянович (08.03.1942 - 9.04.1942), полковник;
- Берестов, Пётр Филиппович (10.04.1942 - 16.07.1945), полковник, с 01.09.1943 генерал-майор.[3]

### Заместители командира
- Клец, Александр Емельянович, полковник

### Начальники штаба
- Пуховский, Николай Фомич (27.08.1941 - 20.02.1942), подполковник;
- Марамзин Виктор Александрович (1943 - 1945), полковник

## Состав
- 1104-й стрелковый полк,
- 1106-й стрелковый полк,
- 1108-й стрелковый полк,
- 896 артиллерийский полк,
- 253 отдельный истребительно-противотанковый дивизион (с 1.2.42 г.),
- 298 зенитная артиллерийская батарея (619 отдельный зенитный артиллерийский дивизион) — до 20.4.43 г.,
- 508 миномётный дивизион (до 5.10.42 г.),
- 394 отдельная разведывательная рота,
- 509 (612) отдельный сапёрный батальон,
- 783 отдельный батальон связи (783 отдельная рота связи),
- 417 медико-санитарный батальон,
- 410 отдельная рота химической защиты,
- 397 автотранспортная рота,
- 186 полевая хлебопекарня,
- 756 дивизионный ветеринарный лазарет,
- 1411 полевая почтовая станция,
- 773 полевая касса Госбанка.

Периоды вхождения в состав Действующей армии:
- 1.12.1941 — 1.4.1945
- 21.4.1945 — 11.5.1945.

- Дивизия имела в своём составе 873 человека высшего, старшего и среднего командного и начальствующего состава, 10600 человек младшего начальствующего и рядового состава.

## Подчинение
| Дата            | Фронт (округ)           | Армия      | Корпус                  |
| --------------- | ----------------------- | ---------- | ----------------------- |
| 01.09.1941 года | Орловский военный округ |            |                         |
| 01.11.1941 года | Резерв Ставки ВГК       | 26-я армия |                         |
| 01.12.1941 года | Западный фронт          | 20-я армия |                         |
| 01.03.1942 года | Западный фронт          | 5-я армия  |                         |
| 01.05.1942 года | Западный фронт          | 20-я армия |                         |
| 01.04.1943 года | Западный фронт          | 31-я армия |                         |
| 01.07.1943 года | Западный фронт          | 31-я армия | 45-й стрелковый корпус  |
| 01.09.1943 года | Западный фронт          | 31-я армия | 71-й стрелковый корпус  |
| 01.05.1944 года | 3-й Белорусский фронт   | 31-я армия | 71-й стрелковый корпус  |
| 01.08.1944 года | 3-й Белорусский фронт   | 31-армия   |                         |
| 01.09.1944 года | 3-й Белорусский фронт   |            | 113-й стрелковый корпус |
| 01.11.1944 года | 3-й Белорусский фронт   | 31-я армия | 71-й стрелковый корпус  |
| 01.02.1945 года | 3-й Белорусский фронт   | 31-я армия | 44-й стрелковый корпус  |
| 01.03.1945 года | 3-й Белорусский фронт   | 31-я армия | 71-й стрелковый корпус  |
| 01.05.1945 года | 1-й Украинский фронт    | 31-я армия | 71-й стрелковый корпус  |

## Награды и наименования
| Награда                              | Дата                                                                               | За что награждена |
| ------------------------------------ | ---------------------------------------------------------------------------------- | --- |
| Почётное наименование «Пролетарская» | присвоено постановлением Государственного Комитета Обороны от 20 августа 1941 года | при формировании |
| Почётное наименование «Брянская»     | присвоено постановлением Государственного Комитета Обороны от 20 августа 1941 года | при формировании |
| Почётное наименование «Смоленская»   | присвоено приказом Верховного главнокомандующего № от 25 сентября 1943 года        | в ознаменование одержанной победы и за отличия в боях за освобождение городов Смоленск и Рославль |
| Орден Красного Знамени               | награждена указом Президиума Верховного Совета СССР от 19 июня 1943 года           | за образцовое выполнение боевых заданий командования на фронте борьбы с немецкими захватчиками и проявленные при этом доблесть и мужество |
| Орден Суворова II степени            | награждена указом Президиума Верховного Совета СССР от 2 июля 1944 года            | за образцовое выполнение заданий командования в боях по прорыву обороны Витебского укрепленного района немцев южнее города Витебска и на Оршанском направлении севернее реки Днепра, а также за овладение городом Витебск, проявленные при этом геройство, доблесть и мужество |
| Орден Красного Знамени               | награждена указом Президиума Верховного Совета СССР от 23 июля 1944 года           | за успешное выполнение заданий командования в боях с немецкими захватчиками, за овладение столицей Советской Белоруссии городом Минск и проявленные при этом доблесть и мужество                                                                                               |

Награды и почётные наименования входящих в состав дивизии частей:
- 1104-й стрелковый Минский[9] орденов Суворова[10] и Кутузова[11] полк,
- 1106-й стрелковый Минский[9] Краснознамённый[11] ордена Суворова[10] полк,
- 1108-й стрелковый орденов Суворова[10] и Александра Невского[11] полк,
- 896 артиллерийский Минский[9] орденов Суворова[10] и Кутузова полк.
- 253-й отдельный истребительно-противотанковый ордена Кутузова[12] дивизион
- 509-й отдельный сапёрный Минский[9] ордена Александра Невского[10] батальон

## Отличившиеся воины
За годы войны свыше 12 тысяч воинов дивизии были награждены орденами и медалями, а 6 из них удостоены звания Героя Советского Союза.
Герои Советского Союза:
- Антонов, Георгий Семёнович, капитан, начальник артиллерии 1106-го стрелкового полка. В 1950 году был лишён этого звания после того как бежал с невестой-иностранкой в американскую зону оккупации в Вене и затем был заочно осуждён военным трибуналом.
- Берестов, Пётр Филиппович, генерал-майор, командир дивизии.
- Гагарин, Егор Мартынович, младший сержант, наводчик орудия 896-го артиллерийского полка.
- Клепач, Прокофий Фёдорович, капитан, командир 2-го стрелкового батальона 1106-го стрелкового полка.
- Кузнецов, Григорий Ильич, сержант, командир отделения 1106-го стрелкового полка.
- Соловей, Владимир Сергеевич, майор, командир 509-го отдельного сапёрного батальона.
- Федоренко Степан Алексеевич, сержант, командир отделения 1106-го стрелкового полка.

 Кавалеры ордена Славы трёх степеней.
- Горюнов, Иван Алексеевич, рядовой, пулемётчик 1104 стрелкового полка.

## Память
- В 52-й СОШ (г. Брянска) открыт Музей Брянской Пролетарской Смоленской дважды Краснознамённой ордена Суворова 331 стрелковой дивизии.[15]